# Invisibles (série télévisée)
Pour les articles homonymes, voir Invisibles.
Invisibles est une série télévisée ivoirienne en dix épisodes de 52 minutes, réalisée et créée par le scénariste Alex Ogou, co-produite par Canal+ International et produite par TSK STUDIOS, avec le soutien du Fonds Image de la Francophonie (OIF) et de CFI, l'agence française de développement médias. Elle fut diffusée du 29 octobre au 26 novembre 2018 sur Canal+ Afrique. Ce film dramatique et d'action, dénonce le phénomène infernal d'une bande de jeunes délinquants dénommée « Microbes », qui sèment la terreur dans certaines communes populaires d’Abidjan. Aussi, il propose des solutions concrètes pour éradiquer ce fléau. Le 15 septembre 2018, cette série a remporté le prix de la meilleure fiction francophone étrangère de la 20e édition du festival de la fiction TV de La Rochelle en France,.

## Synopsis
Chaka et sa grande sœur Hadjara, respectivement âgés de 13 et 17 ans, prirent la décision de se séparer de leurs parents endettés résidant dans un quartier de Yopougon. La jeune fille et son petit frère prirent la direction d'Abobo pour se réfugier chez leur grand cousin Sylla, un syndicat de ladite commune. Pour survivre, Hadjara trouve un travail en tant qu'apprentie d'un gbaka. Chaka a réellement la volonté d'aider sa famille, par contre il est trop jeune pour faire un job. Déçu, il est séduit par son ami Timo qui va lui présenter Kouess, le chef de la bande des « Microbes » d'Abobo. Malgré les supplications de sa sœur, Chaka se laisse initier par Timo et Kouess au vandalisme et à la violence. Chaka s’efforce de se forger une renommée de chef de bande sans pitié. Mais son ambition lui attire la grande colère de Kouess qui n’accepte pas ses fréquentes insubordinations.
Hadjara finit par quitter le domicile de son cousin Sylla, à la suite d'une mésentente. Elle décide de joindre les deux bouts pour se louer une maison afin d'être sous la tutelle de personne. Ayant de la compassion pour son petit frère, elle intègre une organisation non gouvernementale de lutte contre le phénomène des « Microbes », afin de retrouver celui-ci et le faire changer de mentalité.
Après le braquage d'une grande maison qui a mal tourné, à la suite de l'intervention de la brigade anti-microbes conduit par le lieutenant Kassy, Chaka, se retira de la bande de Kouess. Ayant pris conscience, il se réfugie dans l'organisation non gouvernementale dont intégra sa sœur. Cependant, devenu orphelin de père, Chaka retourna en flèche dans la délinquance en formant sa bande dans la commune de Yopougon.
Informé de l'agression et du viol de sa sœur Hadjara par Kouess et sa bande, Chaka décide de se venger. C’est le début d’une guerre sans merci entre les deux chefs de bande…

## Distribution

### Acteurs principaux
- Ali Cissé interprète Chaka : Protagoniste principal de la série Invisibles, petit-frère d'Hadjara, fils de Cissé et de Khadidja, ami de Timo, membre de la bande de Kouess, fondateur et chef de la bande des « Microbes » de Yopougon, ennemi de Kouess. Âgé de 13 ans dans le film[4] ;
- Marie-Josée Néné interprète Hadjara : grande sœur de Chaka, fille de Cissé et de Khadidja, apprentie de gbaka. Âgée de 17 ans dans le film[4] ;
- Lanciné Diaby interprète Kouess : chef de la bande des « Microbes » d'Abobo, ennemi de Chaka, ayant pour supérieur Soul. Âgé de 18 ans dans le film[4] ;
- Alexis Kouamé interprète Timo : sous-chef de la bande de Kouess, ami de Chaka. Âgé de 14 ans dans le film[4].

### Acteurs récurrents
- Fatou Tamba interprète Khadidja : mère de Chaka et Hadjara ;
- Sylvain Gbaka interprète Cissé : père de Chaka et Hadjara ;
- Prudence Maïdou interprète Myriam : présidente de l'ONG RVN (Retour à une Vie Nouvelle) luttant contre le phénomène des « Microbes », qui soutenue Hadjara ;
- Tiékoumba Dosso interprète Adeladji : vendeur de pièces détachées d'automobile, qui utilise les « Microbes » pour détruire le magasin de son concurrent Salifou ;
- Ahmed Souaney interprète Kassy : lieutenant de la Brigade Anti-Microbes (BAM) ;
- Diémory Doumbia interprète Salifou : vendeur de pièces détachées d'automobile, qui passe par le biais de Soul pour détruire le magasin de son concurrent Adeladji ;
- Mahoula Kane interprète Sylla : cousin de Chaka et Hadjara, syndicat de la gare d'Abobo qui utilise les « Microbes » pour effrayer les clients des syndicats de la nouvelle gare internationale de ladite commune ;
- Abdoul Karim Konaté interprète Soul : supérieur de Kouess, homme de main de Salifou, vendeur d'armes.

## Développement

### Fiche technique
- Titre original : Invisibles
- Création : Alex Ogou
- Réalisateur : Alex Ogou

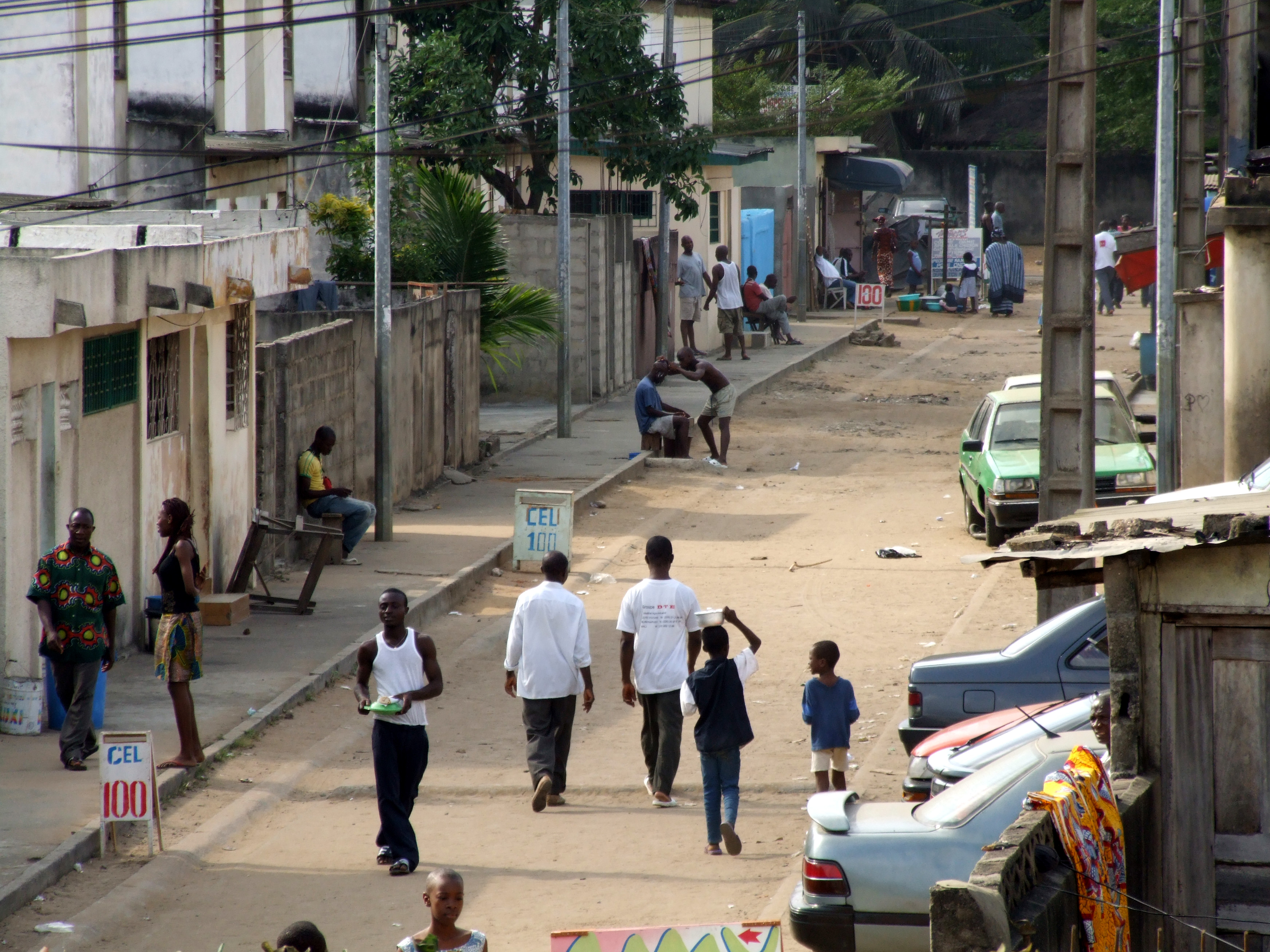
Yopougon (premier lieu de déroulement du casting) est l'une des communes d'Abidjan où les "microbes" sèment la terreur.

- Scénaristes : Aka Assié, Alex Ogou 
  - Directeur de la production : Naméïta Lica Touré
  - Régisseur général : Jacques Kam
  - Directrice de Casting : Adélaïde Ouattara
  - Directeur de la photographie : Abdul Aziz Diallo
  - Chef Machiniste : Thierry Kafando
  - Chef Électricien : Grégoire Simpore
  - Chef décorateur : Papa M. Kouyaté,
  - Chef Costumière : Ange Blédja Kouassi,
  - Chef maquilleur, Maquillage spéciaux : Toussaint Kouamé
  - Preneurs de son : Koly Diabaté, Jean Nogbou, Gaston Mobio
  - Directeur de la Postproduction/ Chef monteur : Abalotu Komou Patchidi
  - Création du générique : Andy Mélo
  - Musique original : Arnaud de Buchy
  - Musique d'ambiance : Sam Eachmann
  - Chansons originales : Awa Diabaté, Composée par: Arnaud de Buchy et Awa Diabaté
  - Casting : Ali Cissé, Marie-Josée Néné, Alexis Kouamé, Lanciné Diaby, Ahmed Souaney, Prudence Maïdou, Fatou Tamba, Sylvain Gbaka, Harry Bile, Mahoula Kane, Abdoul Karim Konaté et Lassina Coulibaly
  - Lieux du casting : Abobo, Yopougon

- Production : 
  - Production exécutive : Alex Ogou

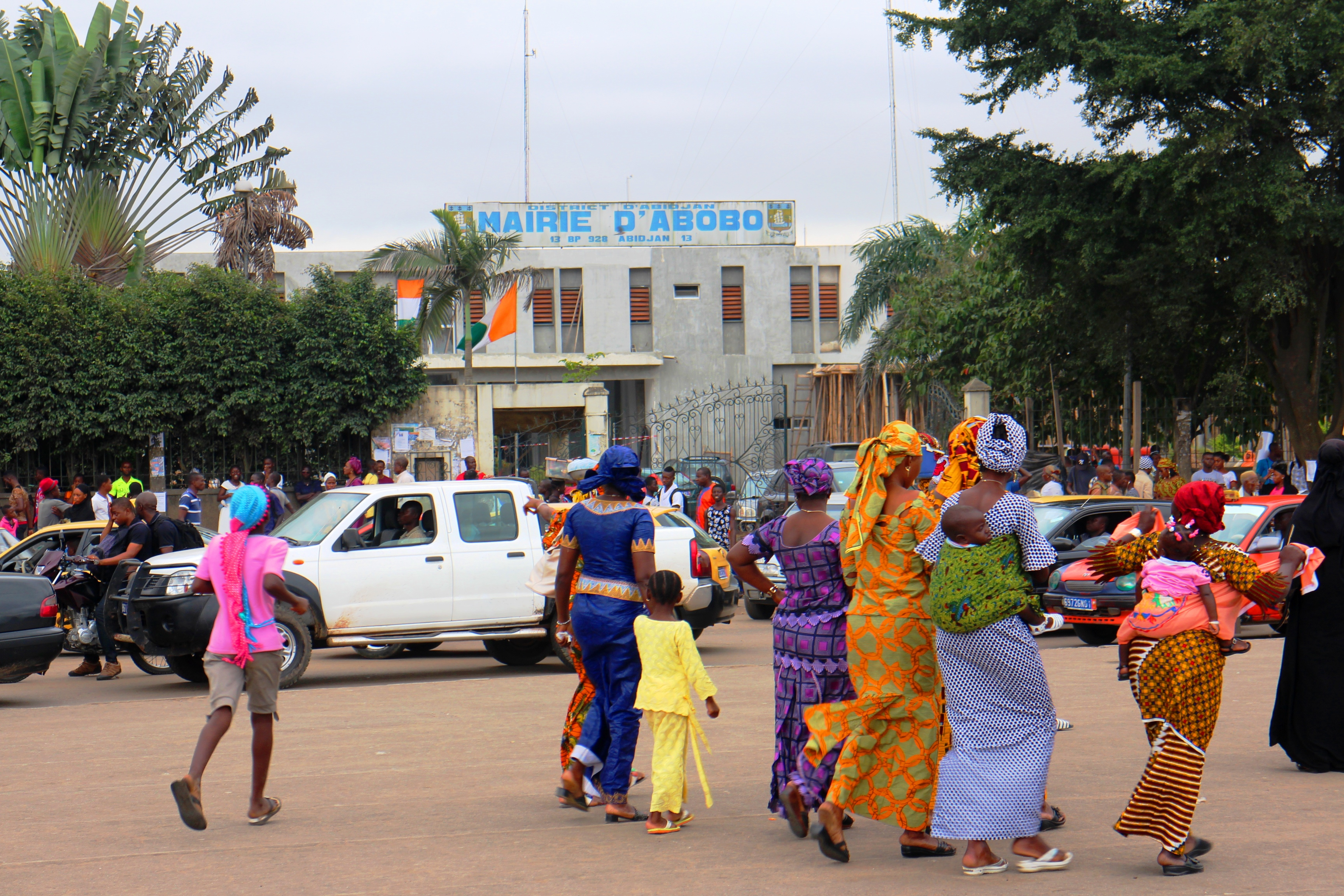
Abobo (deuxième lieu de déroulement du casting), est la commune d'Abidjan qui héberge les « Microbes »

  - Production délégué : Karamoko Touré
- Sociétés de production : TSK STUDIOS (Côte d'Ivoire) et CANAL+ International (co-production)
- Société de distribution : CANAL+ International
- Pays d'origine :  Côte d'Ivoire
- Langue originale : français
- Format : 10 épisodes × 52 minutes[5]
- Genre : Action, dramatique
- Diffusion : du 29 octobre au 26 novembre 2018 sur Canal+ en Afrique à 20 h 30 GMT
- Nombre de saisons : 1
- Nombre d'épisodes : 10
- Durée : 52 minutes

### Épisodes
1. Survivre
2. Comme un aimant
3. Baptême du feu
4. Par amitié
5. Déjà mort
6. Trahison
7. Protection
8. Engrenage
9. Les Maudits
10. Sans Issue

## Récompenses
- Prix de la meilleure fiction francophone étrangère à la 20e édition du festival de la fiction TV de La Rochelle[3],[2].
- Prix du meilleur film à l'African Talent Awards 2018[6]
- NISA d'or 2019
- Fespaco